# Malamir Knoll
Der Malamir Knoll (bulgarisch Маламирова могила Malamirowa mogila) ist ein 200 m hoher Hügel auf Greenwich Island im Archipel der Südlichen Shetlandinseln. Am südöstlichen Ausläufer der Dryanovo Heights ragt er 2,3 km östlich des Tile Ridge und 2,8 km nordöstlich des Triangle Point auf. Besonders markant ist er durch seine eisfreien Südhänge.
Bulgarische Wissenschaftler kartierten ihn im Zuge von Vermessungen der Tangra Mountains auf der benachbarten Livingston-Insel zwischen 2004 und 2005. Die bulgarische Kommission für Antarktische Geographische Namen benannte ihn 2005 nach Malamir († 836), von 831 bis zu seinem Tod Khan des Ersten Bulgarischen Reichs.